# Sellenberk község
Sellenberk község (románul: Comuna Șelimbăr) község Szeben megyében, Romániában. Központja Sellenberk, beosztott falvai Bongárd, Móh és Vesztény.

## Fekvése
A Szebeni-medence közepén, a Szeben folyó völgyében helyezkedik el, 450 méter körüli tengerszint feletti magasságon, Nagyszebentől 5 kilométerre. Közvetlen szomszédai: északon Nagyszeben, délen Nagytalmács, keleten Veresmart és Felek, nyugaton Kisdisznód és Cód. A DN1-es főúton közelíthető meg.

## Népessége
1850-től a népesség alábbiak szerint alakult:
| Lakosok száma | 3289 | 3485 | 3887 | 4201 | 4491 | 5657 | 4808 | 4912 | 7028 | 17 492 |
|               | 1850 | 1880 | 1900 | 1920 | 1941 | 1977 | 1992 | 2002 | 2011 | 2021   |

A 2011-es népszámlálás adatai alapján a község népessége 7028 fő volt, melynek 92,43%-a román és 1,37%-a roma. Vallási hovatartozás szempontjából a lakosság 89,44%-a ortodox,1,05%-a a Keresztyén Testvérgyülekezet tagja.

## Nevezetességei
A község területéről az alábbi épületek szerepelnek a romániai műemlékek jegyzékében:
- a bongárdi Szűz Mária-templom (LMI-kódja SB-II-a-B-12344)
- a móhi Szent Miklós-templom (SB-II-m-A-12469)
- a bongárdi vasúti megállóhely, móhi vasútállomás és a községhez közeli vasúti létesítmények (SB-II-m-B-20923.57–68), a Nagyszeben–Szentágota keskeny nyomtávú vasút részeként
- a sellenberki erődtemplom (SB-II-a-A-12561)
- a sellenberki csata emlékműve, Sellenberk falutól két kilométerre (SB-IV-m-B-12637)

## Híres emberek
- Bongárdon született Toma Dordea (1921) villamosmérnök, a Román Akadémia tagja.
- Móhon született Radu Simion (1906-1995), pap, író, egyetemi tanár, az ASTRA titkára és Achim Stoia (1918-1973) zeneszerző.
- Vesztényben született Aurel Moga (1903-1977), orvos, egészségügyi miniszter, a Román Akadémia tagja.[8]